# نجا حادة
نجا حادة (الاسم العلمي:Najas arguta) هي نوع من النباتات تتبع جنس النجا من فصيلة الحب المائية.